# BMW M67
BMW M67 – wysokoprężny silnik V8 produkcji BMW. Był stosowany w BMW serii 7(E38) oraz BMW serii 7(E65) w latach 1998-2009. Silnik jest turbodoładowany, stosuje system common rail, posiada 32 zawory i dwa wałki rozrządu w głowicy. Kąt rozwarcia między cylindrami wynosi 90 stopni. Blok silnika jest wykonany z odlewanego żeliwa, a głowica została wykonana z aluminium.
W wersji o pojemności 3,9 l wygrał International Engine of the Year w kategorii silniki o pojemności 3-4 l.
Zastosowanie:
- 1998-2001: w BMW E38 jako 740d w wersji o pojemności 3,9 l
- 2002-2005: w BMW E65 jako 740d  w wersji o pojemności 3,9 l
- 2005-2009: w BMW E65 LCI (facelift) jako 745d w wersji o pojemności 4,4 l

## M67 E38
| Liczba cylindrów           | 8                                  |
| Średnica cylindrów         | 84 mm                              |
| Skok tłoka                 | 88 mm                              |
| Pojemność                  | 3901 cm3                           |
| Stopień sprężania          | 18,0:1                             |
| Moc maksymalna             | 189 kW (258 KM) przy 4000 obr./min |
| Obroty maksymalne          | 4700 obr./min                      |
| Maksymalny moment obrotowy | 600 Nm przy 1900...2500 obr./min   |